# Йоганн Лісс
 Йо́ганн Лісс (нім. Johann Liss; близько 1597, Ольденбург, Гольштейн, Німеччина — 5 листопада 1631, Верона) — художник, представник космополітичного напрямку європейського бароко XVII століття, що працював і помер в Італії. Німець за походженням.

## Біографія коротко
Драматичні історичні події середини 17 століття, лихоліття Тридцятирічної війни і спустошення земель Німеччини не сприяли збереженню свідоцтв про дату народження і ранні роки Йоганна Лісса. Рік народження умовно беруть за 1597 чи близько того. Первісну художню освіту отримав у Німеччині. Але авторитет у німецьких майстрів вже мали не місцеві, а голландські майстри. Тому заради удосконалення майстерності Йоганн Лісс перебрався у Голландію, де працював у містах Гарлем та Амстердам. Шлях мандрівного майстра пролягав на південь, чергова зупинка — мистецьке місто Антверпен, тепер вже у Фландрії. Про впливи нідерландської культури на митця свідчать картини «Сатир у гостях в селянській родині», Берлін та побутова композиція «Видалення зуба», (Кунстхалле, Бремен). Йоганн Лісс вирішив дістатися Італії, хоча його художня манера довго матиме присмак північних художніх впливів. Його шлях поліг через Францію.
Зафіксовані проживання і праця молодого художника у Венеції. Приблизно у 1622 році майстер побажав побачити Рим і перебрався туди. Рим того часу був могутнім західноєвропейським центром бароко. Йоганн Лісс, що бажав не виділятися серед італійських майстрів, почав переробляти власну художню манеру на італійські смаки. Про це свідчать картини, близькі за стилістикою до караваджизму («Юдита з головою Олоферна») чи вівтарні композиції. У часи перебування в Римі був членом товариства «Перелітні птахи», де в папській столиці скупчились художники з протестантських країн.
Митець повернувся у Венецію, де працював на замовлення релігійних громад («Св. Єронім», Венеція, Сан-Нікколо да Толентіно). З початком чергової епідемії чуми в місті — утік до міста Верони, де і помер від цієї хвороби.

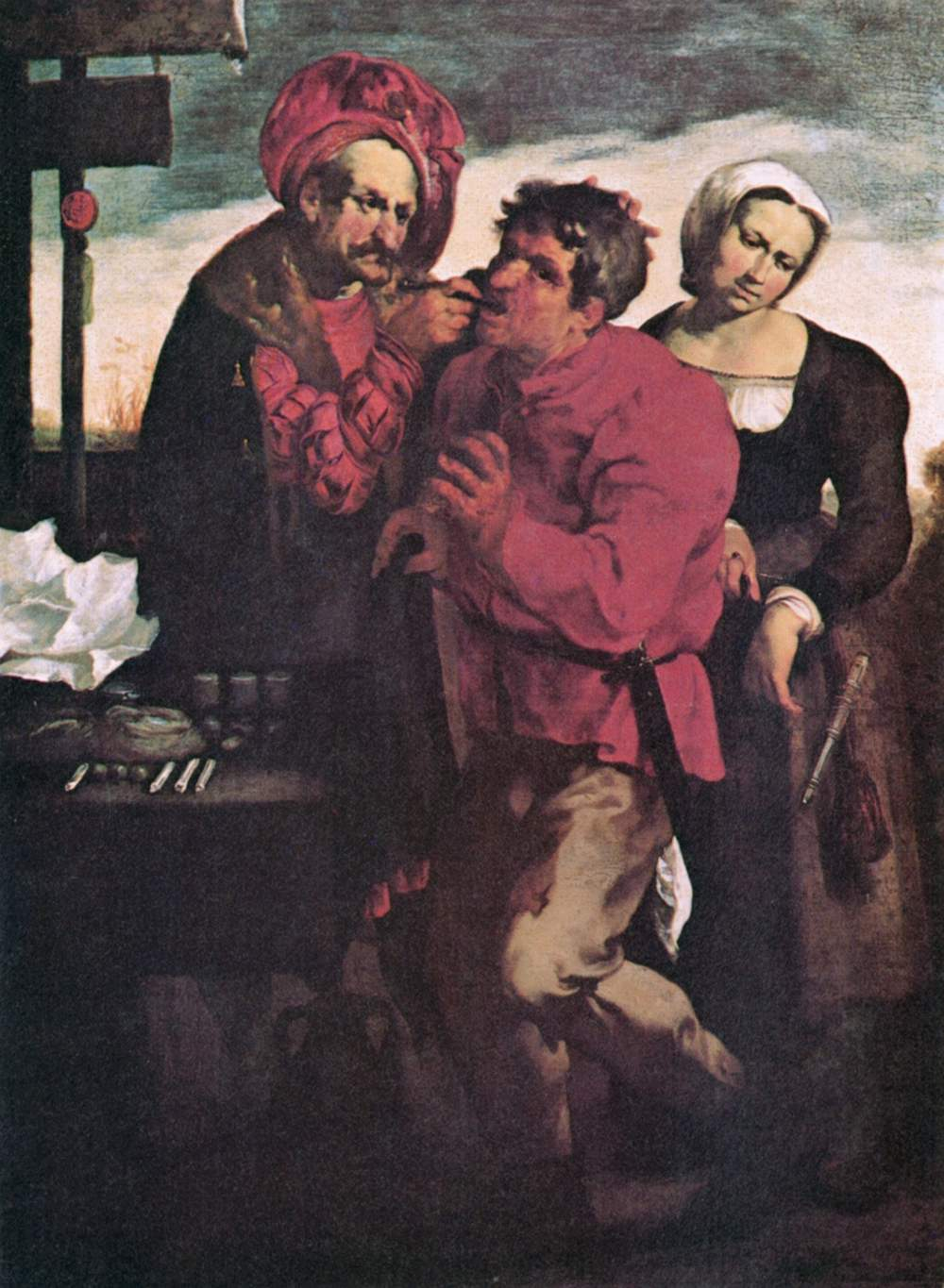
« Видалення зуба», Кунстхалле, Бремен, за композицією гравюри Луки Лейденського
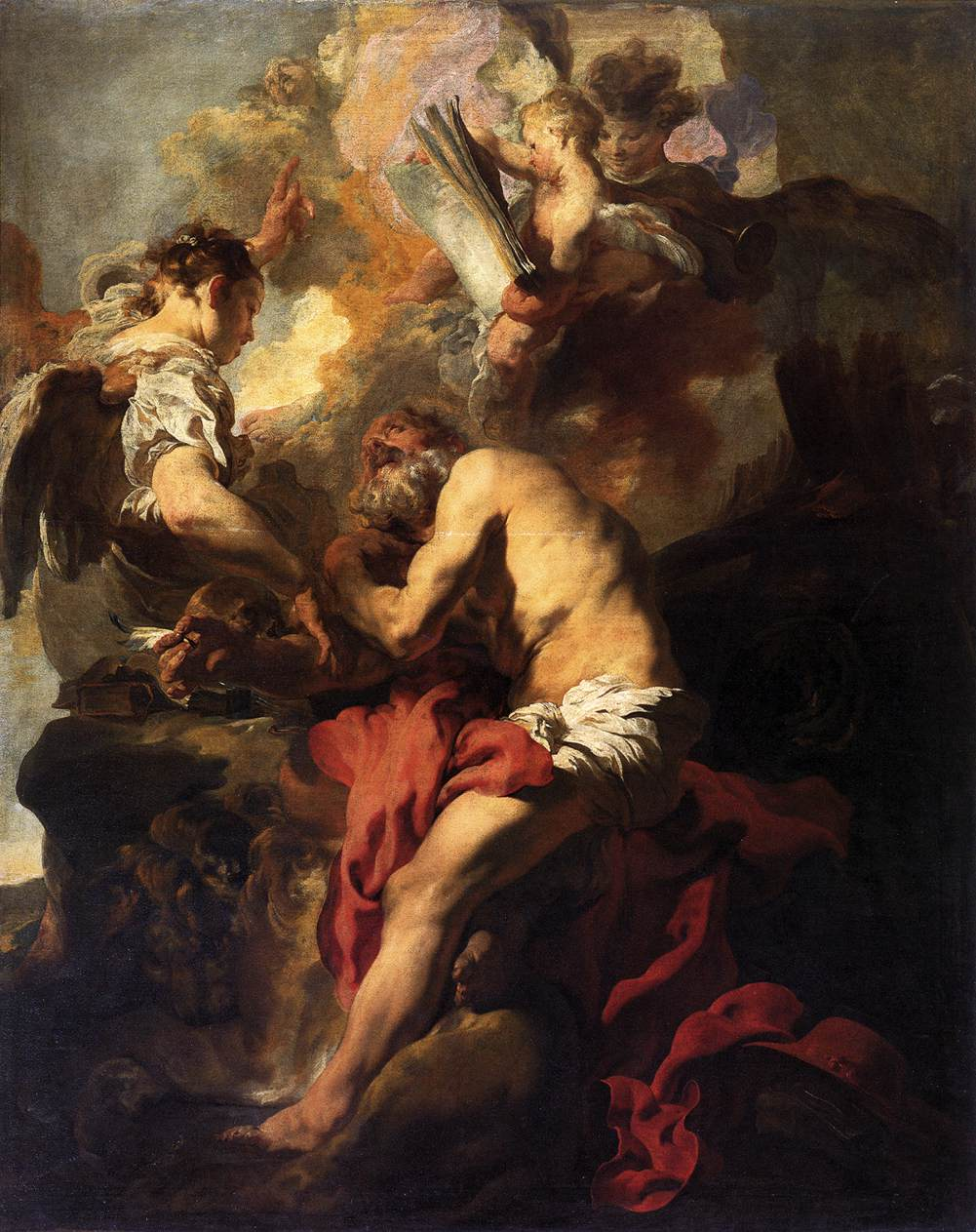
« Св. Єронім», Венеция, Сан-Никколо да Толентино
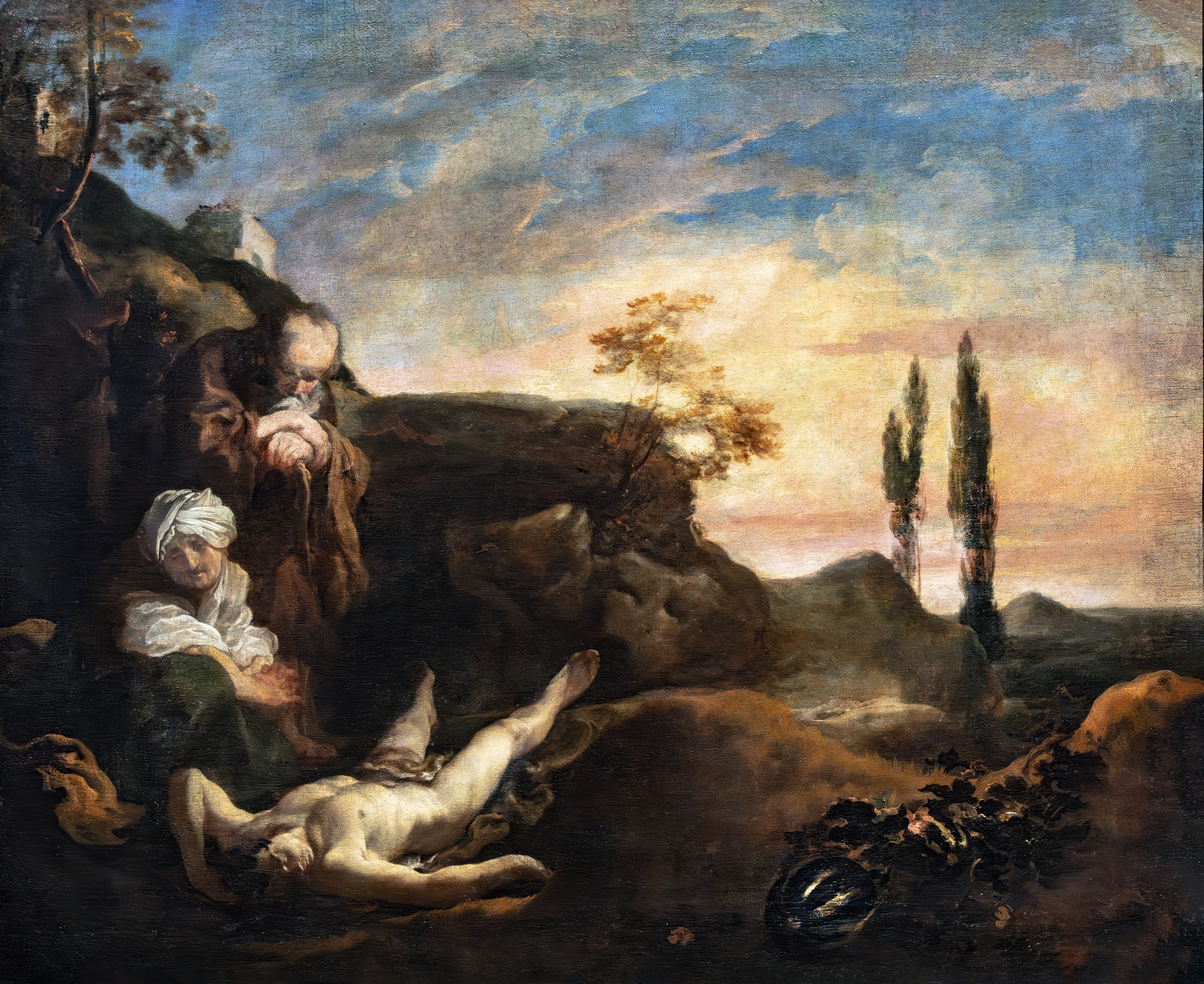
« Батьки оплакують смерть Авеля», Галерея академії, Венеція
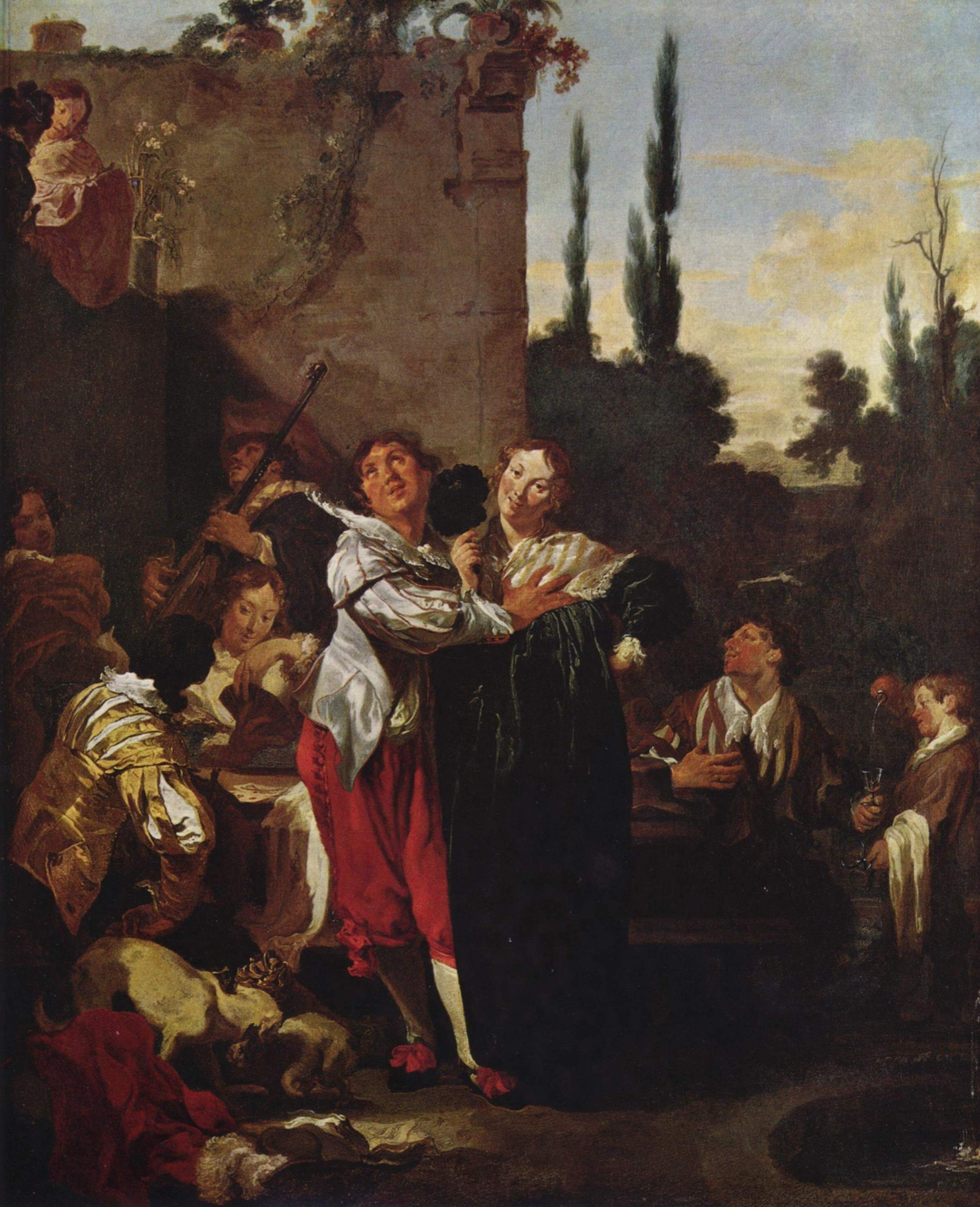
« Бенкет блудного сина», Нюрнберг

## Вибрані твори

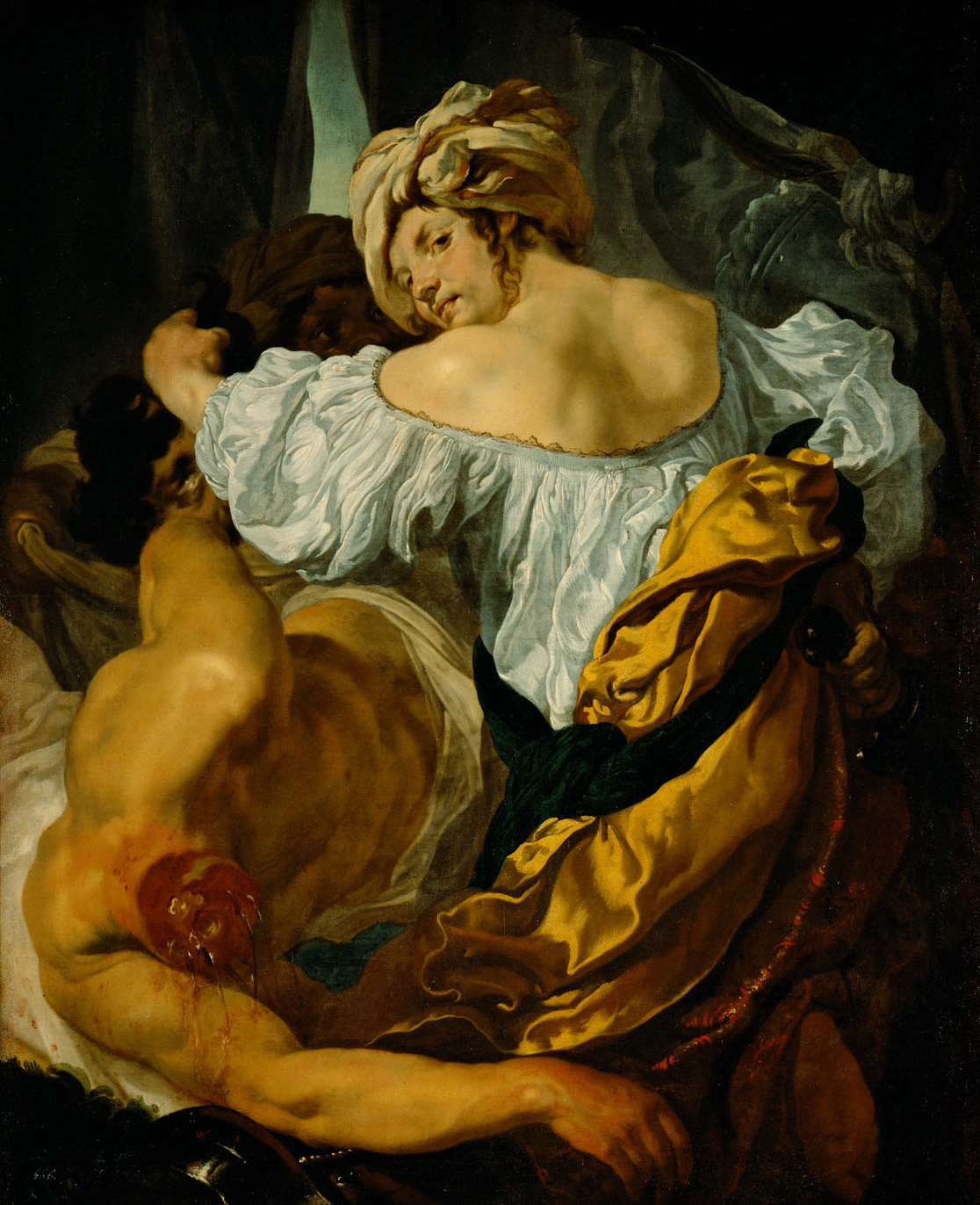
«Юдит в наметі Олоферна», Музей історії мистецтв, Відень.

- «Сатир у гостях в селянській родині», Берлін
- «Купання німфи», Аугсбург
- «Екстаз Видіння апостола Павла», Берлін
- «Видалення зуба», Кунстхалле, Бремен
- «Геркулес на перетині шляхів», Дрезденська картинна галерея
- «Спокушання Святого Антонія», Кельн
- «Смерть Клеопатри», Стара Пінакотека, Мюнхен
- «Бенкет блудного сина», Нюрнберг
- «Аполлон карає Марсія», Музей образотворчих мистецтв імені Пушкіна, Москва
- «Батьки оплакують смерть Авеля», Галерея академії, Венеція
- «Юдита з головою Олоферна», Музей історії мистецтв, Відень
- «Жертвоприношення Авраама», Галерея академії, Венеція
- «Венера перед дзеркалом», Уффіці, Флоренція
- «Падіння Фаетона», Лондон
- «Св. Єронім», Венеція, Сан-Нікколо да Толентіно